# 粨
公引，又稱粨（記號hm）是國際單位制之一，為「百」和「米」的合字，即100公尺；此單位現已较少使用，曾較常用於度量道路、橋梁、鐵路。